# Euathlus vulpinus
Euathlus vulpinus är en spindelart som först beskrevs av Karsch 1880.  Euathlus vulpinus ingår i släktet Euathlus och familjen fågelspindlar. Utöver nominatformen finns också underarten E. v. ater.